# Сечани (Тимиш)
Сечани (рум. Seceani) насеље је у Румунији у округу Тимиш у општини Орцишоара. Oпштина се налази на надморској висини од 178 m.

## Прошлост
По "Румунској енциклопедији" године 1582. ту је живело неколико српских породица, који су се делом иселили а делом су порумуњени (романизовани!). Име села је тада било српско, а чинила су га два блиско положена насеља: Мали Сечањ и Велики Сечањ.
Сечан је 1764. године православна парохија у Варјашком протопрезвирату. Аустријски царски ревизор Ерлер је 1774. године констатовао да "Сечан" припада Сенандрашком округу, Темишватског дистрикта. Становништво је било претежно влашко. Када је 1797. године пописан православни клир у месту су била два свештеника. Парох поп Исаија Поповић (рукоп. 1780) је говорио румунским језиком, а млађи колега парох поп Манасије Поповић (1796) служио се међутим српским и румунским језиком.

## Становништво
Према подацима из 2002. године у насељу је живело 595 становника.

### Попис2002.
| Расподела становништва по националности 2002.‍ | Расподела становништва по националности 2002.‍ | Расподела становништва по националности 2002.‍ | Расподела становништва по националности 2002.‍ | Расподела становништва по националности 2002.‍ |
| --------------------------------------------- | --------------------------------------------- | --------------------------------------------- | --------------------------------------------- | --------------------------------------------- |
|                                               |                                               |                                               |                                               |                                               |
| Румуни                                        | Румуни                                        |                                               | 555                                           | 94,2%                                         |
| Мађари                                        | Мађари                                        |                                               | 6                                             | 1,0%                                          |
| Роми                                          | Роми                                          |                                               | 28                                            | 4,8%                                          |